# Carlos Barreto
Carlos Eduardo Barreto Silva (Vinhedo, 8 agosto 1994) è un pallavolista brasiliano, sciacciatore dell'Al-Hilal.

## Carriera
Il 24 marzo 2017 viene trovato positivo al clostebol, in seguito a un test antidoping effettuato l'8 marzo precedente dopo la partita dei play-off persa per 0-3 contro la Lube; l'iniziale squalifica di due anni viene poi ridotta a un anno e tre mesi, data la non intenzionalità dell'azione.

## Palmarès

### Club
- Campionato brasiliano: 2

Sada: 2013-2014, 2014-2015
- Coppa del Brasile: 1

Sada: 2014
- Campionato sudamericano per club: 1

Sada: 2014
- Campionato mondiale per club: 1

Sada: 2013

### Nazionale (competizioni minori)
- Campionato mondiale Under-21 2013
- Coppa panamericana 2015
- Giochi panamericani 2015
- Giochi panamericani 2019

### Premi individuali
- 2019 - Giochi panamericani: Miglior schiacciatore